# Юзефович, Фёдор Яковлевич
Фёдор Я́ковлевич Юзефо́вич (Иозефо́вич) (между 1825 и 1827, Телеханы — 1 (13) июня 1863, с. Большая Запруда, Пинский уезд) — православный церковный служитель, убитый польскими повстанцами[какими?] во время восстания 1863—1864 годов.

## Биография
Родился в семье священника. В 1847 окончил Пинское духовное училище, служил на должностях пономаря и псаломщика в храмах Минского уезда. 25 марта 1861 назначен псаломщиком в церковь села Святая Воля.
С началом восстания 1863—1864 годов, согласно некоторым данным, участвовал в отрядах самообороны, созданных белорусскими крестьянами против повстанцев.
Около 10 часов утра 1 (13) июня 1863 года в дом Юзефовича в селе Большая Запруда пришли два человека и, представившись путешественниками, попросили поесть. Тем временем в село вошёл отряд повстанцев общим числом до 200 человек. Гости, которые оказались повстанцами, под угрозой револьвера отвели Юзефовича в трактир, где над ним начали издеваться и объявили о скорой казни. Под конвоем Федор был отведён к местному священнику отцу Николаю Лукичу Стояновичу для причащения и исповеди. Священник отказался взять деньги «за работу» и просил, чтобы Фёдора пожалели.
Но повстанцы повесили Фёдора Юзефовича на иве у его дома на глазах у всей семьи — отца, жены и детей. Согласно воспоминаниям сына, верёвка не плотно охватила шею, и Фёдор сумел схватиться за дерево и ослабить удавку. Увидев это, повстанцы потянули его за ноги вниз, убив окончательно.
К телу повешенного была приставлена охрана, чтобы помешать его снять. После казни повстанцы разграбили поместье священника — отца Юзефовича. Один из повстанцев со словами «на воспитание детей» оставил вдове убитого 30 рублей. После пробыв в селе еще три дня, они взяли отца Николая Стояновича и отвезли его в лес с намерением также повесить, но Николая спас неожиданно встретившийся повстанцам знакомый помещик-католик, который с большим трудом уговорил мятежников пощадить сященослужителя. Тогда, после издевательств, переодетый повстанцами в рваный и грязный жупан с обритой головой и бородой отец Николай был отпущен.
Существуют две версии относительно места захоронения Юзефовича. Согласно одной из них, Фёдор Юзефович был похоронен на кладбище села Большая Запруда. На могиле Юзефовича был установлен деревянный крест, которых сохранился до сего времени. По другой версии, священник был похоронен на кладбище села Великая Гать. 16 октября 2013 года там был открыт памятник.
Об убийстве Юзефовича одной из первых сообщила издаваемая И. С. Аксаковым московская газета «День», опубликовавшая статью профессора Санкт-Петербургской духовной академии М. О. Кояловича. Редакция газеты выслала семье Юзефовича 50 руб. из пожертвований, собираемых «в пользу семейств жителей, пострадавших от польских мятежников». Правительство выделило семье Юзефовичей единовременное пособие в 400 рублей, а Святейший Синод назначил ей ежегодное содержание, равное годовому окладу псаломщика (40 руб.).